# پی‌سی‌اچ‌پی
پی‌سی‌اچ‌پی (به انگلیسی: PCHP) یک ترکیب شیمیایی با شناسه پاب‌کم ۹۸۸۴۰ است. 